# 卡鲁马塔姆帕蒂
卡鲁马塔姆帕蒂（Karumathampatti），是印度泰米尔纳德邦Coimbatore县的一个城镇。总人口26162（2001年）。

## 人口
该地2001年总人口26162人，其中男性13473人，女性12689人；0—6岁人口2613人，其中男1312人，女1301人；识字率69.38%，其中男性为76.76%，女性为61.54%。